# Église Saint-Jean de Strasbourg
Pour les articles homonymes, voir Église Saint-Jean.
L’église Saint-Jean de Strasbourg est une église catholique dédiée à saint Jean Baptiste. Elle se trouve quai Saint-Jean dans le quartier de la Gare.
L'édifice fait l'objet d'une inscription au titre des monuments historiques depuis le 21 février 1946.

## Histoire
L'église Saint-Jean est une ancienne église du couvent Saint-Marc[réf. nécessaire] (1477). 
En 1884, Marie-Joseph Erb succède à son père en devenant titulaire de l'orgue de l'église Saint-Jean. Il y fait construire un orgue de la maison Rinckenbach d'Ammerschwihr. Une plaque commémorative est posée à l'intérieur de l'église à gauche du cœur. 
D'octobre 1940 à mars 1942, elle sert de point de rendez-vous pour les prisonniers de guerre évadés pris en charge par le réseau de passeurs Pur Sang. 
Elle est restaurée et modernisée à la suite des dégâts provoqués par les campagnes de bombardements de la Seconde Guerre mondiale. En effet l'église est en partie détruite le 25 août 1944 : il ne reste que les murs et le clocheton. Une église provisoire perpendiculaire à l'église détruite au niveau du chœur est édifiée à partir de 1946 et consacrée le 9 novembre 1947. La reconstruction de l'église détruite ne débute qu'en 1962 pour s'achever en 1964. En 1965, l'église reconstruite reprend du service tandis que la provisoire est abattue.

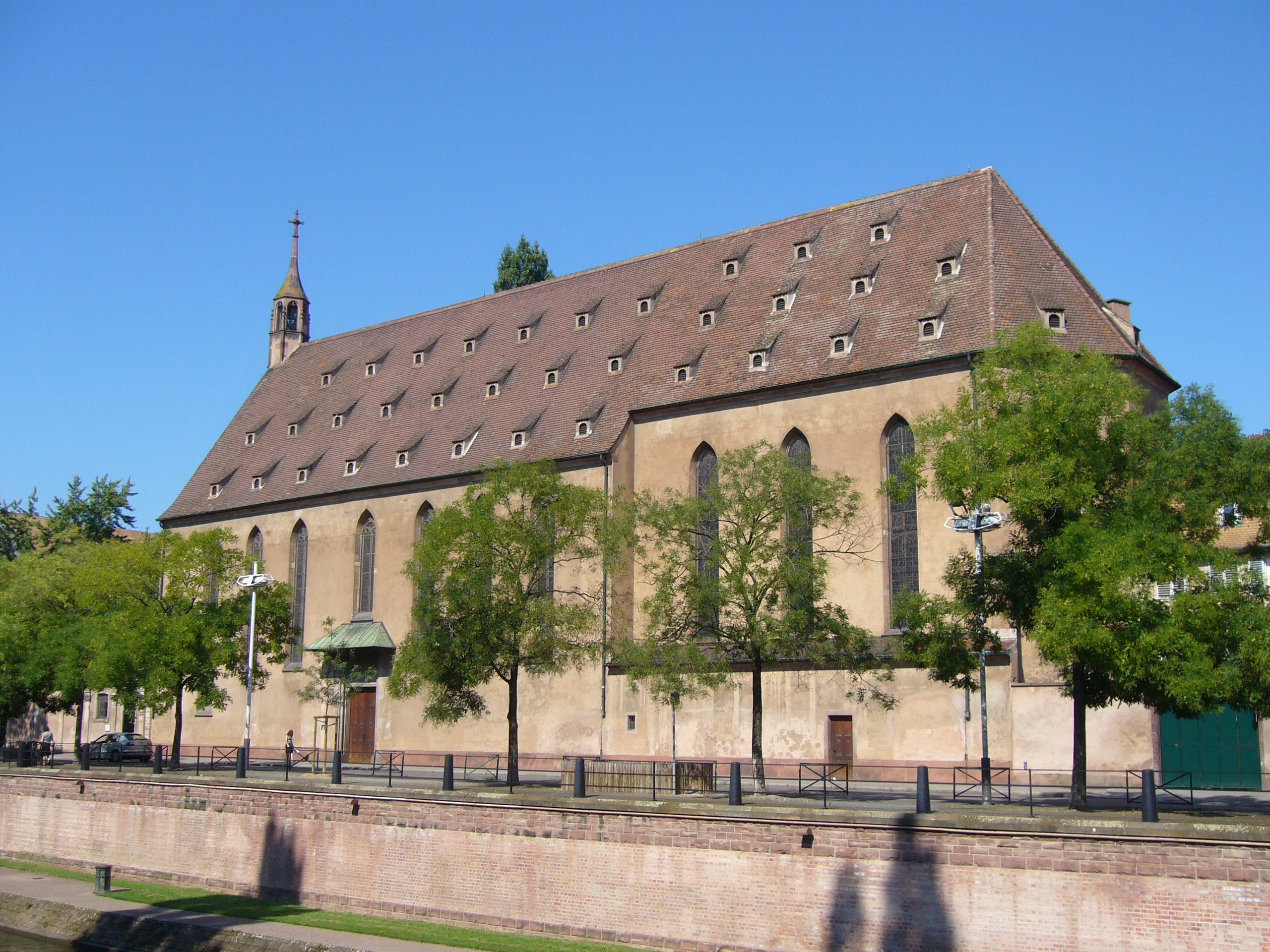
L'église avant restauration des toitures.

Les toitures et le clocher ont été intégralement restaurés en 2013-2014.

## Architecture
Elle possède une nef unique plafonnée et éclairée par des fenêtres à deux lancettes. On peut également trouver sur la façade est de riches vestiges de fresques. Les vitraux sont signés Werlé, l'orgue, Curt Schwenkedel.

## Aujourd'hui
L'église sert de lieu de liturgie pour la fraternité monastique de Jérusalem, tout en restant église paroissiale avec un office propre.